# Muntiacus
Muntiacus Rafinesque, 1815 è un genere della famiglia dei Cervidi originario dell'Asia. Le specie di questo genere, note con il nome comune di muntjak (più desueto l'italiano muntìaci, sing. muntìaco), costituiscono, insieme al cervo dal ciuffo (Elaphodus cephalophus), la tribù dei Muntiacini. Diverse specie sono state scoperte e descritte scientificamente soltanto negli ultimi decenni.

## Descrizione
I muntjak hanno dimensioni relativamente piccole. Sono caratterizzati da palchi piuttosto semplici, a una o due punte, che raggiungono al massimo i 15 cm; la loro base ossea, detta «rosetta», è abbastanza ampia. Come in quasi tutti i cervi, tali strutture sono presenti solamente nei maschi. Come i moschi e i maschi del cervo d'acqua, i muntjak sono muniti di canini superiori simili a zanne che fuoriescono dalla bocca. Il colore del mantello varia, a seconda della specie, dal giallo al grigio-marrone e al marrone scuro, e a volte presenta disegni più chiari. Anche la lunghezza testa-corpo varia da una specie all'altra dai 64 ai 135 cm, per non parlare della coda, lunga dai 6 ai 24 cm. Il peso varia tra i 14 e i 33 kg, ma il muntjak gigante può pesare fino a 50 kg.
I lunghi canini caratteristici di questi animali, leggermente piegati verso l'esterno, vengono impiegati dai maschi come arma di offesa durante i combattimenti, mentre i palchi vengono usati più che altro per difendersi. Generalmente questi animali emettono un richiamo d'allarme costituito da una serie di suoni brevi e duri, assai simili al latrato di un cane, il che ha valso loro, in lingua inglese, il nome di Barking Deer («cervi latranti»). Suoni di questo tipo vengono emessi soprattutto da esemplari irritati e possono prolungarsi per un'ora o più. Secondo molti studiosi, essi costituiscono dei messaggi acustici rivolti ai conspecifici, ma potrebbero essere indirizzati anche a predatori individuati dal muntjak, i quali, essendo stati scoperti, eviterebbero così un vano tentativo di attacco.

## Distribuzione ehabitat

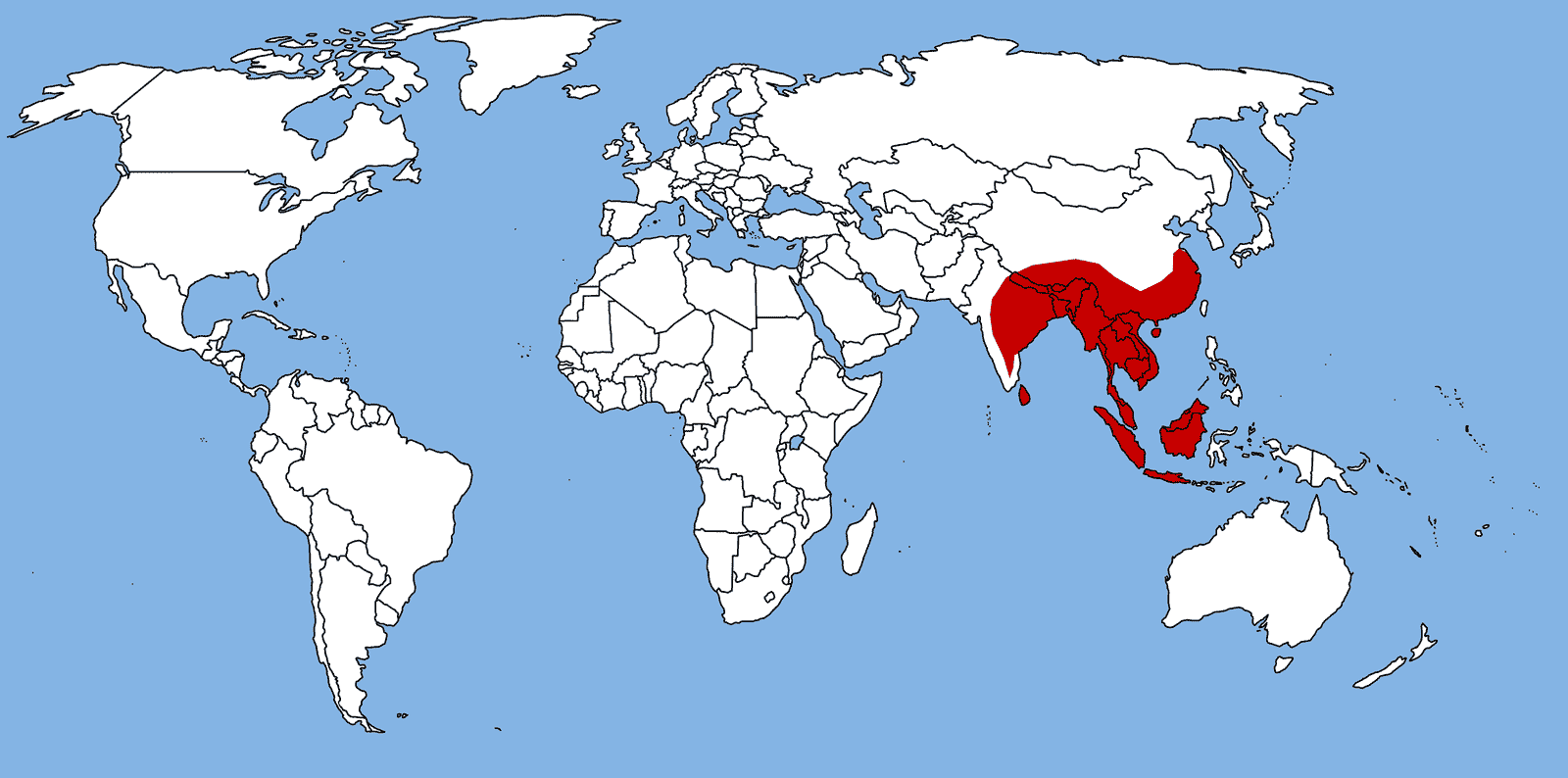
Areale dei muntjak

I muntjak sono diffusi in tutta l'Asia meridionale e orientale, dall'India fino alla Cina e al Vietnam, e sono comuni anche su molte isole, come Giava, Borneo e Taiwan. In tali aree, vivono nascosti nel fitto sottobosco delle foreste. I resti fossili indicano che durante il Cenozoico fino al Pleistocene questi animali erano presenti anche in Europa. Attualmente sono stati reintrodotti in Inghilterra e Galles, dove vivono prevalentemente in libertà. La loro distribuzione altitudinale varia dal livello del mare fino a 1 525 metri di quota.

## Biologia
Il comportamento territoriale dei muntjak varia da una specie all'altra, ma in parte dipende anche dal tipo di habitat. I maschi che vivono soprattutto in zone boscose, infatti, possiedono territori che difendono ferocemente dalle intrusioni di altri maschi. Spesso, i proprietari di due aree limitrofe intraprendono veri e propri duelli, non tanto a colpi di corna, che sono piccole e smussate, ma di canini. Gli esemplari che vivono in ambienti più aperti, invece, presentano uno stile di vita più sociale, ma anch'essi sono piuttosto aggressivi. I combattimenti tra maschi, in questo caso, avvengono soprattutto per stabilire i diritti di gerarchia. Questa diversità di abitudini territoriali dovuta ad habitat diversi è stata osservata anche in altre specie di cervi.
I muntjak possono avere abitudini sia diurne che notturne, ma in genere sono creature crepuscolari. Si nutrono di diversi tipi di vegetali, come erba, foglie, germogli e frutti.
Nelle regioni più settentrionali dell'areale, la stagione degli amori cade prevalentemente nel periodo che va da dicembre a gennaio. Dopo sette mesi di gestazione, la femmina partorisce di solito un unico piccolo che rimane nascosto nel fitto sottobosco fino a quando non è in grado di seguire la madre. Lo svezzamento, di solito, avviene nei mesi di giugno e luglio. Nei muntjak che vivono nelle regioni tropicali non è presente una stagione degli amori vera e propria e accoppiamenti e nascite possono verificarsi in ogni periodo dell'anno.
Una particolarità di questa specie è la presenza, oltre alle ghiandole suborbitali, di un altro paio di ghiandole, sulla fronte, che possono far uscire o meno.

## Tassonomia

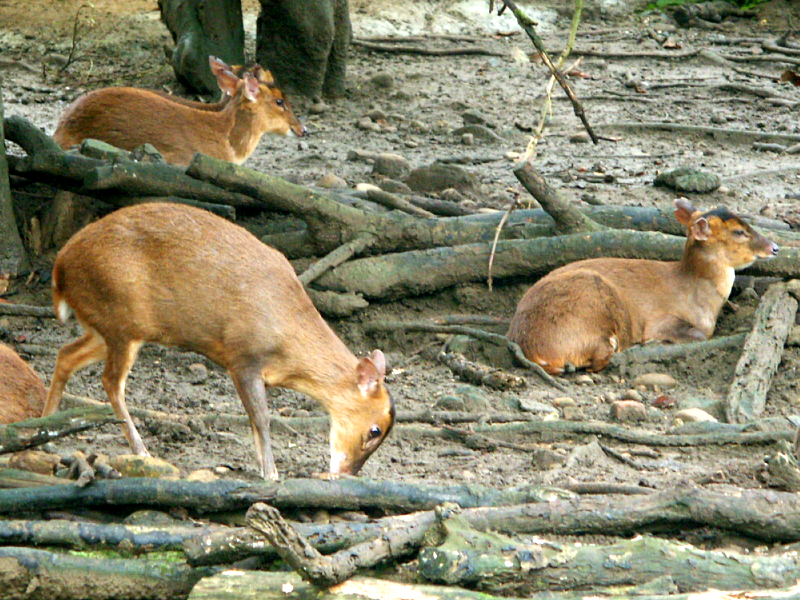
Muntjak della Cina (Muntiacus reevesi)

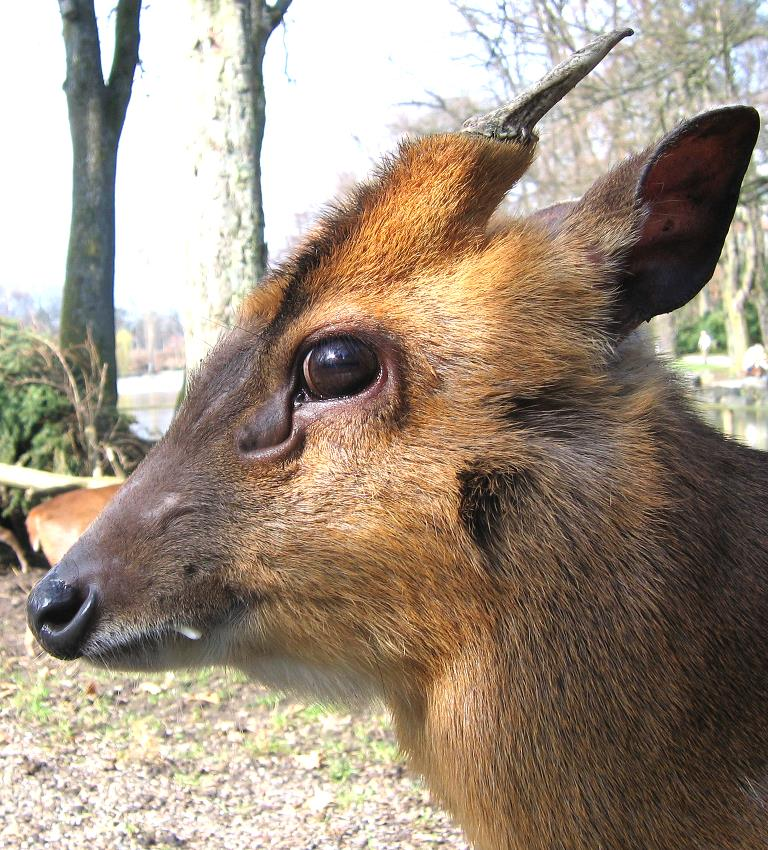
Maschio di muntjak indiano

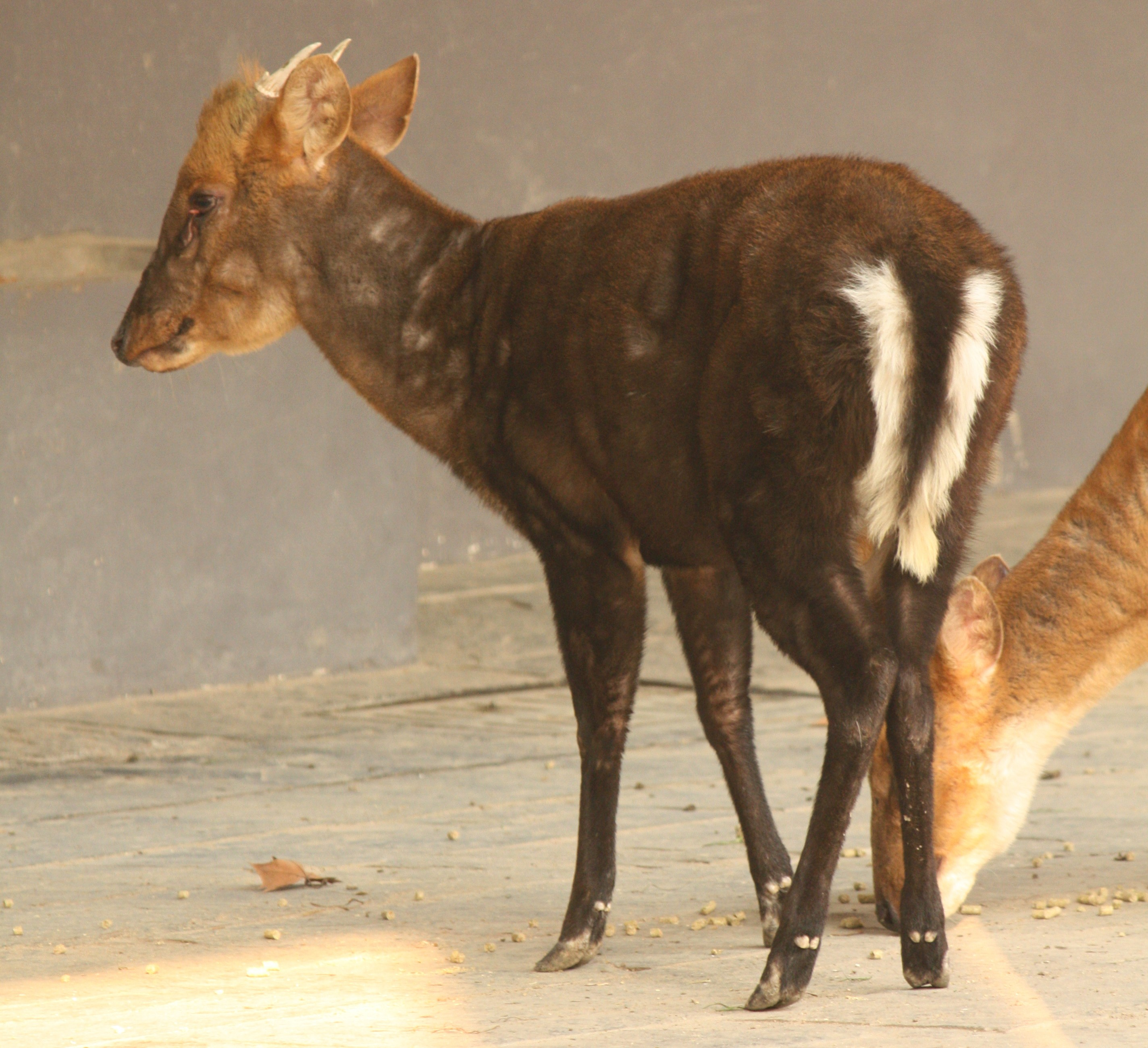
Muntjak nero

Il genere Muntiacus comprende sedici specie:
- Muntiacus aureus C. H. Smith, 1826
- Muntiacus atherodes Groves e Grubb, 1982 - muntjak del Borneo; presenta corna lunghe solo 4 cm, che, a differenza di quelli delle altre specie, non sono caduche. È endemico del Borneo.
- Muntiacus crinifrons Sclater, 1885 - muntjak nero; era un tempo diffuso nell'estremità sud-orientale della Cina. Oggi è ancora presente nel Guangdong, nel Guangxi e nello Yunnan. La IUCN lo classifica tra le specie vulnerabili e ne stima la popolazione a meno di 5 000 capi. Responsabili della sua diminuzione sono la distruzione dell'habitat e la caccia. Nel 1998, è stato scoperto anche nel nord del Myanmar, ma il numero di esemplari presenti in questo Paese può essere solo ipotizzato.
- Muntiacus feae Thomas e Doria, 1889 - muntjak del Tenasserim; prende il nome dalla Divisione del Tenasserim e vive nella Provincia cinese dello Yunnan, nella parte orientale del Myanmar e nelle regioni limitrofe della Thailandia.
- Muntiacus gongshanensis Ma in Ma, Wang e Shi, 1990 - muntjak dei Gongshan; è una specie poco conosciuta originaria della Provincia cinese dello Yunnan e delle regioni vicine al Tibet. È stato descritto solo nel 1990.
- Muntiacus malabricus Lydekker, 1915
- Muntiacus montanus Robinson e Kloss, 1918 - muntjak di Sumatra; è stato classificato nel 1914, ma dal 1930 in poi non è stato più avvistato per molto tempo. È stato «riscoperto» solamente nel 2008, quando sono stati riconosciuti come appartenenti ad essa vari esemplari, tra cui una femmina gravida, immortalati da fotografie risalenti al 2002.
- Muntiacus muntjak Zimmermann, 1780 - muntjak della Sonda; vive nella penisola malese e nelle isole di Sumatra, Giava, Borneo e Bali, nonché a Lombok, dove è stato introdotto. Fino a poco tempo fa, il muntjak indiano e quello di Sumatra erano considerati sue sottospecie.
- Muntiacus nigripes G. M. Allen, 1930
- Muntiacus puhoatensis Trai in Binh Chau, 1997 - muntjak del Vietnam; è stato scoperto in Vietnam nel 1997. Pesa solo 8-15 kg.
- Muntiacus putaoensis Amato, Egan e Rabinowitz, 1999 - muntjak di Putao o muntjak foglia; è stato scoperto nel 1997 in Myanmar, nella regione del fiume Mai Hka. Prende il nome dalla vicina città di Putao. Con un peso medio di 5,4 kg, è la più piccola specie di muntjak. Nel 2002 è stato dimostrato che questa specie, in gran parte ancora sconosciuta, è presente anche nello Stato indiano dell'Arunachal Pradesh.
- Muntiacus reevesi Ogilby, 1839 - muntjak della Cina; vive nel sud della Cina e a Taiwan. Nella Cina continentale il numero di esemplari è stato stimato sui 650 000 capi e quindi la sua popolazione è considerata al sicuro. Questa specie è stata introdotta in Inghilterra e Galles, dove ora è divenuta molto comune.
- Muntiacus rooseveltorum Osgood, 1932 - muntjak di Roosevelt; è originario del Laos e forse anche delle adiacenti regioni della Cina e del Vietnam. In passato è spesso stato considerato una sottospecie del muntjak del Tenasserim.
- Muntiacus truongsonensis Giao, Tuoc, Dung, Wikramanayake, Amato, Arctander e Mackinnon, 1997 - muntjak dell'Annam; è stato scoperto recentemente in Vietnam. Descritto nel 1997 solamente sulla base di crani e corna trovati nei villaggi, è stato successivamente catturato vivo e poco dopo il suo status di specie a parte è stato confermato dall'analisi del DNA.
- Muntiacus vaginalis Boddaert, 1785 -  muntjak indiano; è il più comune tra tutti i muntjak e, oltre che in India e in Nepal, è diffuso anche nel sud della Cina, in Bangladesh, nell'Asia sud-orientale continentale (penisola malese esclusa) e nelle isole di Sri Lanka e Hainan. Esemplari di questa specie sono stati introdotti anche nelle isole Andamane, in Texas e in Inghilterra. Riguardo a quest'ultimo Paese, la British Deer Society ha dichiarato che la popolazione ivi presente è notevolmente aumentata a partire dal 2000 e che probabilmente essa continuerà ad accrescersi sempre più, fino a divenire la popolazione di muntjak più numerosa del mondo. Esemplari di questo tipo possono essere visti, ad esempio, nel Parco Forestale di Thedford, nel Suffolk.
- Muntiacus vuquangensis Do Tuoc, Vu Van Dung, Dawson, Arctander e Mackinnon, 1994 - muntjak gigante; è la più grande specie di muntjak. Misura 70 cm di altezza al garrese e può pesare fino a 50 kg. È stato descritto nel 1994, dopo la sua scoperta avvenuta nel Parco Nazionale di Vu Quang, nel Vietnam centrale. Lo stesso parco nazionale era già divenuto famoso in precedenza per la scoperta del saola. Nel 1996, altri rappresentanti di questa specie sono stati trovati nella parte orientale del Laos. In precedenza veniva collocato in un genere a parte, Megamuntiacus, ma ora è di solito classificato in Muntiacus.

È interessante notare come cinque di esse, cioè il muntjak gigante, il muntjak dei Gongshan, il muntjak dell'Annam, il muntjak di Putao e il muntjak del Vietnam, siano state descritte solo dopo il 1990, in un periodo in cui la scoperta di nuove specie di mammiferi di grandi dimensioni era considerata molto improbabile.

## Conservazione
La principale minaccia per i muntjak è costituita dalla distruzione dell'habitat. Per la maggior parte delle specie, però, i dati disponibili sono troppo pochi per stabilire con esattezza quale sia il loro esatto stato di conservazione. In Asia, inoltre, la carne di muntjak costituisce una prelibatezza, dal momento che è considerata delicata e saporita.